# Diospyros piscicapa
Diospyros piscicapa là một loài thực vật có hoa trong họ Thị. Loài này được Ridl. mô tả khoa học đầu tiên năm 1925.